# Ріфферсвіль
Ріфферсвіль (нім. Rifferswil) — громада  в Швейцарії в кантоні Цюрих, округ Аффольтерн.

## Географія
Громада розташована на відстані близько 90 км на схід від Берна, 16 км на південь від Цюриха.
Ріфферсвіль має площу 6,5 км², з яких на 10,3% дозволяється будівництво (житлове та будівництво доріг), 64,9% використовуються в сільськогосподарських цілях, 22,6% зайнято лісами, 2,1% не є продуктивними (річки, льодовики або гори).

## Демографія
2019 року в громаді мешкало 1129 осіб (+25,4% порівняно з 2010 роком), іноземців було 10,7%. Густота населення становила 173 осіб/км².
За віковим діапазоном населення розподілялося таким чином: 27,1% — особи молодші 20 років, 56,2% — особи у віці 20—64 років, 16,7% — особи у віці 65 років та старші. Було 456 помешкань (у середньому 2,5 особи в помешканні).
Із загальної кількості 250 працюючих 42 було зайнятих в первинному секторі, 72 — в обробній промисловості, 136 — в галузі послуг.